# Черепанов, Донат Андреевич
Дона́т Андреевич Черепанов (ок. 1886 — март 1920, Москва) — русский революционер, видный деятель партии левых эсеров.

## Биография
Сын неудачливого московского антрепренёра. Учился в 3-й Московской гимназии в одном классе с В. Ф. Ходасевичем, причём, по воспоминаниям последнего, успехами не блистал. По неподтверждённым данным, окончил юридический факультет Московского университета. Ходасевич, последний раз видевший Черепанова осенью 1916 года, пишет, что тот:

<…> держался с большой развязностью, говорил о «девчонках», о выпивке, о том, что вот только денег нет, чтобы развернуться… Скажу по совести — он показался мне хулиганом. На революционера он нисколько не был похож. Но что он был человеком, которому серая, трудовая жизнь до черта наскучила, это несомненно. На мой вопрос, чем он занимается, Черепанов ответил, что служит в статистическом отделе не то земской, не то городской управы.

Заинтересовался политикой в 1917 году, ступил в партию эсеров, затем стал левым эсером. Получил определённую известность, наряду с такими деятелями, как Спиридонова и Камков.
Член ЦК ПЛСР. Принимал непосредственное участие в восстании июля 1918 года. После его провала ушёл в подполье, став лидером так называемого «левого крыла» левых эсеров, выступавшего за непримиримую террористическую борьбу против большевиков. Подпольная кличка — «Черепок». Установил контакт с группой «анархистов подполья», возглавляемых Казимиром Ковалевичем, и вместе с ним организовал взрыв в Леонтьевском переулке 25 сентября 1919 года.
Арестован МЧК 20 февраля 1920 года. Черепанова лично допрашивали руководители ВЧК Дзержинский и Ксенофонтов.
На допросе заявил: 

Я совместно с Казимиром Ковалевичем сорганизовал Всероссийский штаб революционных партизан, который главнейшей целью своей наметил ряд террористических актов. Эта организация и произвела взрыв в Леонтьевском переулке. Подготовка этого взрыва, выработка плана и руководство им до самого последнего момента были возложены на меня. В само же метании бомбы я, по постановлению штаба, участия не принимал. Не будь этого постановления, я бы охотно принял на себя метание бомбы. До того, как остановиться на террористическом акте, этот вопрос дебатировался долго у нас в штабе. Высказывалось несколько мнений по этому поводу. Предлагалось бросить бомбу в Чрезвычайную комиссию, но это предложение было отклонено по следующим соображениям: чрезвычайка и сам гражданин Феликс Эдмундович Дзержинский являются только орудием, слугами партии и, следовательно, во всей политике ответственными являются не чрезвычайки, а партия.
Собрание 25 сентября главных ответственных партийных работников в Московском комитете как нельзя лучше могло быть рассматриваемо главнейшим виновником, тем более что на этом собрании предполагалось присутствие гражданина Ленина.
Конечно, нужно только сожалеть о том, что жертвами взрыва были не видные партийные работники и никто из более крупных не пострадал. Этот акт, по нашему мнению, должен был революционизировать массы и указать путь, по которому должны идти настоящие революционеры: путь террора и ударов по голове насильников.
На замечание, что при взрыве пострадало много незначительных работников, я укажу, что ваша чрезвычайка в этом отношении не лучше.
…Об одном я сожалею: при аресте меня схватили сзади, и я не успел пристрелить ваших агентов.

То, что сейчас творится, сплошная робеспьериада!— Показания Доната Андреевича Черепанова // Красная книга ВЧК. — М.: Издательство политической литературы, 1989. — Т. 1. — С. 398−400.
По данным ВЧК, сослан в Сибирь.

## В кинематографе
- В фильме «Штрихи к портрету В. И. Ленина», 1967, Черепанова сыграл Филимон Сергеев.
- В фильме «Шестое июля», 1968, Черепанова сыграл Андрей Крюков.